# Old Guard Bridge
Die Old Guard Bridge ist eine ehemalige Straßenbrücke in der schottischen Ortschaft Guardbridge in der Council Area Fife. Das heute nur noch von Fußgängern genutzte Bauwerk wurde 1973 als Einzeldenkmal in die schottischen Denkmallisten in der höchsten Denkmalkategorie A aufgenommen. Eine ehemalige zusätzliche Einstufung als Scheduled Monument wurde 2016 aufgehoben.

## Geschichte
Um Pilgern nach St Andrews eine praktische Eden-Querung zu ermöglichen, ließ Henry Wardlaw, Bischof von St Andrews (1403–1440) und Gründer der Universität St Andrews, die Guard Bridge errichten. Obschon an ihren Flanken eine Steinplatte das Jahr 1419 ausweist, wird von einer Bauzeit um 1440 ausgegangen. Wie aus Dokumenten hervorgeht, wurde die Brücke im Laufe der Jahrhunderte mehrfach überarbeitet. Baulich ist dies unter anderem an der unterschiedlichen Gestaltung der Eisbrecher erkennbar. Möglicherweise wurde die Brücke unter Erzbischof Beaton, dessen Wappen und Monogramm in einen Pfeiler eingelassen sind, im Jahre 1539 zumindest teilweise neu aufgebaut. Weitere Reparaturen sind aus den Jahren 1601, als sich die Brücke in einem ruinösen Zustand befunden haben soll, zwischen 1676 und 1686, 1786 sowie 1802 durchgeführt. Mit der Fertigstellung einer direkt benachbarten modernen Brücke im Jahre 1939 wurde die Old Guard Bridge für den Fahrzeugverkehr obsolet. Heute wird sie noch als Fußgängerbrücke genutzt.

## Beschreibung
Die 4,2 m breite Bogenbrücke überspannt den Eden mit sechs ausgemauerten Segmentbögen, die beinahe schon volle Rundbögen ausbilden. Die lichten Weiten der vier westlichen Bögen betragen zwischen 11,6 m und 12,8 m. Die entlang der Pfeiler gezogenen Eisbrecher setzen sich entlang der Brüstungen als Austritte für Fußgänger fort. Zwischen den Brüstungen befindet sich die 3,7 m weite Fahrbahn.